# Casa consistorial de Cariñena
La casa consistorial de Cariñena es un edificio de estilo renacentista y barroco clasicista construido en la Edad Moderna, declarado Bien Catalogado del Patrimonio Cultural Aragonés. Se encuentra en la localidad aragonesa de Cariñena y en él se encuentra la sede del ayuntamiento. 
El actual edificio es producto de dos fases constructivas puesto que en torno a 1759 se realizó una importante ampliación que incluyó transformaciones en el exterior y la remodelación de la distribución interior del primitivo edificio del siglo XVI. A mediados de la década de los años 1980 se promovió la restauración del edificio. Las reformas realizadas alteraron tan significativamente la configuración original del espacio interior, que va a ser la configuración de la fachada de apertura la que ha conservado los elementos más característicos de las dos fases constructivas.
El primer volumen se corresponde con la fase renacentista; organizado en tres plantas articuladas mediante la apertura de varios huecos, destaca la apertura de la planta alta mediante una galería de arcos de medio punto doblados. El volumen delantero, correspondiente a la ampliación del siglo XVIII, se adosa al anterior. Consta de dos plantas, la baja articulada mediante un porticado de cinco arcos de medio punto doblados que apoyan en columnas toscanas y la planta superior con galería acristalada que repite el esquema de la planta baja doblando el número de arcos. Ambos volúmenes se remataron con potente alero de madera volado sobre ménsulas.